# Tomás Porra
Tomás Uriel Porra (Las Grutas, 9 gennaio 2004) è un calciatore argentino, centrocampista del Barracas Central.

## Carriera
È cresciuto nel settore giovanile del San Lorenzo, con cui ha firmato il primo contratto professionistico nell'agosto del 2020. Ha debuttato in prima squadra il 7 aprile 2024 nell'incontro di Copa de la Liga Profesional perso 2-0 contro il Defensa y Justicia; nel corso della stagione ha poi anche giocato 3 partite nella prima divisione argentina.
A fine stagione è rimasto svincolato e nel gennaio del 2025 ha firmato un contratto con il Barracas Central, altro club argentino di prima divisione.

## Statistiche

### Presenze e reti nei club
Statistiche aggiornate al 4 maggio 2025.
| Stagione        | Squadra          | Campionato      | Campionato | Campionato | Coppe nazionali | Coppe nazionali | Coppe nazionali | Coppe continentali | Coppe continentali | Coppe continentali | Altre coppe | Altre coppe | Altre coppe | Totale | Totale | Totale |
| Stagione        | Squadra          | Comp            | Pres       | Reti       | Comp            | Pres            | Reti            | Comp               | Pres               | Reti               | Comp        | Pres        | Reti        | Pres   | Reti   |        |
| --------------- | ---------------- | --------------- | ---------- | ---------- | --------------- | --------------- | --------------- | ------------------ | ------------------ | ------------------ | ----------- | ----------- | ----------- | ------ | ------ | ------ |
| 2024            | San Lorenzo      | PD              | 3          | 0          | CA+CdL          | 0+1             | 0               | CL                 | 1                  | 0                  | -           | -           | -           | 5      | 0      |        |
| 2025            | Barracas Central | PD              | 11         | 0          | CA              | 1               | 0               | -                  | -                  | -                  | -           | -           | -           | 12     | 0      |        |
| Totale carriera | Totale carriera  | Totale carriera | 14         | 0          |                 | 2               | 0               |                    | 1                  | 0                  |             | -           | -           | 17     | 0      |        |